# Kaash
Kaash è un film indiano del 1987, diretto da Mahesh Bhatt.

## Colonna sonora
1. Kishore Kumar – Baad Muddat Ke
2. Mohammad Aziz, Asha Bhosle – Chhoti Si Baat
3. Mohammad Aziz, Sonali Bajpai, Mehmood Ali – Kya Hai Tumhara Naam
4. Kishore Kumar, Anupama Deshpande – O Yaara
5. Kishore Kumar, Sadhana Sargam – Phool Yeh Kahan Se